# سانتياغو (الرأس الأخضر)
سانتياغو (بالبرتغالية تعني "سانت جيمس" "يعقوب بن زبدي") هي أكبر جزيرة في الرأس الأخضر، وأهم مركز زراعي فيها وموطن لنصف سكان البلاد. هي جزء من جزر سوتافينتو، تقع بين جزيرة مايو (26 كم (16 ميل) إلى الشرق) وجزيرة فوغو (55 كيلومترًا (34 ميلًا) إلى الغرب). كانت أول الجزر المسكونة: تأسست مدينة ريبيرا غراندي (الآن تُسمى سيداد فيلها وهي ضمن مواقع تراث عالمي لليونسكو) في عام 1462. سانتياغو هي موطن لعاصمة البلاد برايا.